# یاندک
یاندک (انگلیسی: Yandek) یک شهرک در شهرستان بلورتسکی استان باشقیرستان کشور روسیه است.